# Newman/Haas Racing

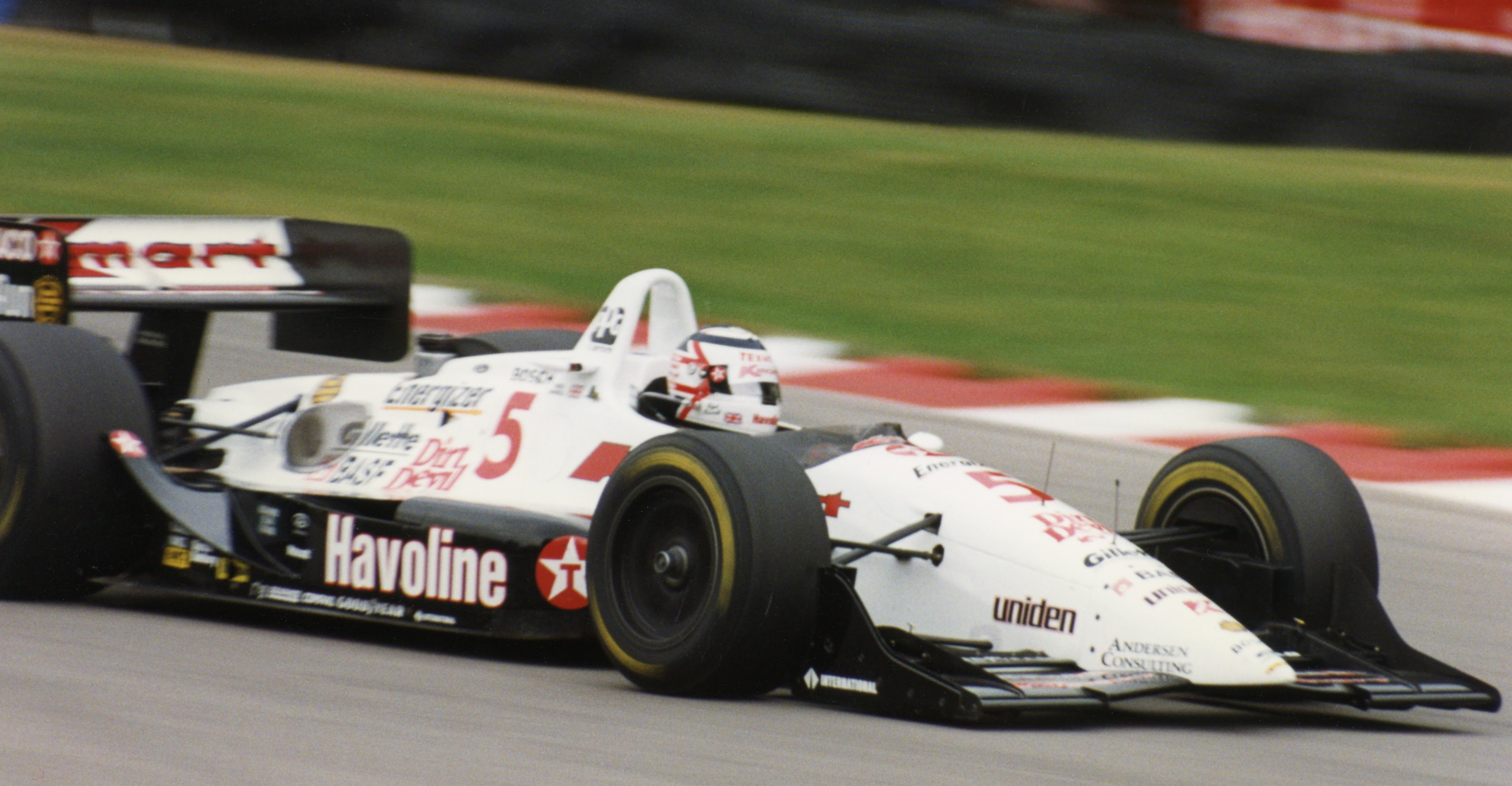
Nigel Mansell i Mid-Ohio 1993.

Newman/Haas/ Racing var ett amerikanskt racingstall som tävlade i CART och IndyCar Series 1983–2011. Stallet startades 1983 av Carl Haas och Paul Newman. En tredje delägare, Mike Lanigan, var 2007–2010 involverad och stallet tävlade de åren under namnet Newman/Haas/Lanigan Racing.
Det är baserat i Lincolnshire i Illinois.

## Historia
Newman/Haas Racing grundades inför 1983 års säsong av CART. Paul Newman och motorsportprofilen Carl Haas var ägarna, som låg bakom att locka Mario Andretti till att ge sig i Indycar-racing på heltid igen. Andretti kom att vinna 1984 års mästerskap för teamet, men han fortsatte att vara framgångsrik för Newman/Haas som ensam förare, ända fram till att hans son Michael Andretti anslöt till stallet till säsongen 1989. Michael Andretti kom att överglänsa sin åldrande far de kommande åren, och krönte sin tid med teamet genom att vinna 1991 års mästerskap. Efter att ha slutat tvåa säsongen 1992 fick Michael Andretti ett erbjudande av McLaren att köra formel 1 säsongen 1993, och stallet snappade istället upp 1992 års världsmästare Nigel Mansell.
Mansells intåg väckte stort internationellt intresse för CART, och världsmästaren lyckades vinna PPG IndyCar World Series redan under sin debutsäsong. Mansell hamnade dock i konflikt med Mario Andretti, och deras relation var frostig under säsongen 1994. Deras relativa misslyckande på banan fick dessutom bägge två att lämna teamet. Michael Andretti hade misslyckats i formel 1, och sedan tillbringat 1994 i Chip Ganassi Racing. Han kom tillbaka till teamet i en affär som även inkluderade Texaco/Havoline som huvudsponsor för hans bil. Även Paul Tracy anslöt till teamet från Marlboro Team Penske, som inte längre kunde köra med tre bilar. Säsongen 1995 var inte heller den särskilt lyckad för Newman/Haas. Visserligen blev det några segrar, men varken Andretti eller Tracy klarade av att vinna mästerskapet, och Tracy återvände till Penske, sedan han fått ett bättre kontrakt där för 1996. Andretti fick Christian Fittipaldi som ny stallkamrat, och de bägge skulle köra tillsammans de kommande fem åren. Andretti var nära att besegra Jimmy Vasser efter en stark avslutning av 1996 års säsong, men Vasser höll undan tack vare en tredjeplats på Laguna Seca. De följande säsongerna misslyckades Andretti med att nå de nivåer han nått under tidigt 1990-tal, samtidigt som Fittipaldi bröt benet under både 1997 och 1999 års säsonger. Efter att Andretti tappat fullständigt från mästerskapsledning halvvägs till åttondeplats under 2000 gick parterna skilda vägar, och Andretti köpte en andel i Team Green, där han senare skulle ta över verksamheten.
Cristiano da Matta bildade en helbrasiliansk duo med Fittipaldi under 2001 och 2002. Da Matta visade sig bli teamets nya stjärna, och efter tre segrar under 2001, tog han sju vinster samt mästerskapet 2002. Det var första gången Newman/Haas vann titeln sedan 1993, men hans framgångar gjorde att teamet blev av med da Matta till Toyotas formel 1-stall. Den nya duon Sébastien Bourdais och Bruno Junqueira var klara toppförare under säsongen 2003, innan de totalt dominerade säsongen 2004, efter att de flesta direkta konkurrenter flyttat till IndyCar Series. Bourdais kom att vinna fyra titlar i rad, då han var den klart dominerande föraren såväl 2005, 2006, som 2007. Junqueira skadade sig i ett inhopp i Indianapolis 500 2005, och klarade inte av att nå samma resultat när han kom tillbaka. Oriol Servià gjorde ett framgångsrikt inhopp under 2005 års säsong, men fick inget förnyat förtroende. Efter 2007 års säsong lämnade Bourdais för Scuderia Toro Rosso i formel 1.
Champ Car slutade därefter att existera, sedan det varken fanns tävlande eller finanser för att driva serien vidare. Bara Newman/Haas med sitt McDonald's-kontrakt kunde betala sina förare en skälig lön. Serien gick i IndyCar, där Graham Rahal och Justin Wilson blev stallets förare under säsongen 2008. De vann varsitt race, men teamet var oförberett för att åter tävla på ovaler, vilket ledde till mindre bra slutplaceringar. Efter den globala ekonomiska kollapsen tvingades teamet släppa Wilson hösten 2008, och istället ta den sponsrade Robert Doornbos som en av sina förare. Rahal slutade därefter sjua i IndyCar säsongen 2009, efter att ha lyckats etablera sig som toppförare på ovaler.